# Media Contacts
Media Contacts (“MC”) o braço interativo da rede mundial de mídia da Media Planning Group (“MPG”) - a divisão de mídia da Havas.  MC provê soluções de mídia entre os canais de comunicação digitais de pronta resposta e canais interativos baseados no relacionamento. Media Contacts traz com ela expertise profissional, insights estratégicos, e Artemis™, a avançada plataforma tecnológica proprietária da MC, para potencializar o impacto do investimento em mídia interativa feito pelo anunciante. Atuante desde 1997, e em 22 países e 26 cidades ao longo da Europa, as Américas, e Ásia, Media Contacts conquistou uma parceria confiável com mais de 400 clientes, incluindo os líderes de mercado em muitas indústrias.

## Principais Clientes
Airbus, Air France, Audi, Barclays, Carrefour, Citroën, Honda, Hyundai, Ikea, L'Oréal, Mitsubishi, Nike, Peugeot, Procter & Gamble, Renault, Spanair, Toyota.

## Serviços
- Serviços de Marketing de Mídia Online (26 países)
- Centros de Excelência: Tecnologia Avançada em Propaganda, Criação, Gestão de Banco de Dados, Busca Paga (PFL), Pesquisa, SMS, Trafficking